# Метателен заряд
Метателен заряд – задължителен компонент на артилерийския изстрел, предназначен за придаване на начална скорост на изстрелвания от артилерийското оръдие снаряд. Метателния заряд представлява определено количество бавногорящо взривно вещество, поставено в опаковка, удобна за зареждането на оръдия (унитарен патрон, гилза или заряден картуз).
За метателни заряди се използват такива взривни вещества като барут, пироксилин, балистит и техните смеси. Всяко взривно вещество, годно за да бъде метателен заряд, се нарича барут в широкия смисъл на тази дума (в конкретния му смисъл – това е неорганична взривна смес на основата на селитра). За разлика от бризантните взривни вещества, такива като тротила или хексогена, артилерийските барути не детонират, а горят в процеса на химичната реакция на самоокисление. Образуваните при горенето на метателния заряд барутни газове оказват налягане върху дъното на снаряда и го привеждат в механично движение, разширявайки се по обем. В съвременните оръдия инициирането на химичната реакция на самоокисление на веществата в метателния заряд се произвежда чрез механичен удар по капсулата. Капсулата съдържа неголямо количество химически неустойчиво вещество, разлагащо се при механичен удар с отделянето на голямо количество топлина. Последната е достатъчна за гарантираното възпламеняване на барута. В ранните години от развитието на артилерията за запалването на барута се използва фитил. Образуваните след изгарянето на метателния заряд барутни газове са равни с него по маса и имат температура около 3000 градуса по Целзий.
Метателния заряд е фиксиран за оръдията с унитарно зареждане и може да се мени при разделно-гилзовото или картузното зареждане на оръдията. Последните дават голяма гъвкавост при избора на траектории за полета на снаряда, но отрицателно влияяр на скорострелността. Ефективността на метателния заряд зависи от външните условия – температура и влажност на въздуха. влажния барут в метателния заряд рязко губи своята ефективност, а при силно навлажняване може дори да не се възпламени. Поради това правилниците на артилеристите говорят за недопустимост при съхранението на боеприпаси във влажни места и под въздействие на атмосферни валежи. Зависимостта между началната скорост на снаряда от температурата на метателния заряд е показана в таблиците за стрелба и се отчита при подготовка към нанасяне на огневия удар.
|  | Тази страница частично или изцяло представлява превод на страницата „Метательный заряд“ в Уикипедия на руски. Оригиналният текст, както и този превод, са защитени от Лиценза „Криейтив Комънс – Признание – Споделяне на споделеното“, а за съдържание, създадено преди юни 2009 година – от Лиценза за свободна документация на ГНУ. Прегледайте историята на редакциите на оригиналната страница, както и на преводната страница, за да видите списъка на съавторите. ВАЖНО: Този шаблон се отнася единствено до авторските права върху съдържанието на статията. Добавянето му не отменя изискването да се посочват конкретни източници на твърденията, които да бъдат благонадеждни. |